# Hjalmarite
La hjalmarite (simbolo IMA: Hja), pronuncia yal-mar-ait, è un raro minerale del supergruppo dell'anfibolo, all'interno del quale viene collocato nel "gruppo degli anfiboli con W(OH,F,Cl)-dominante" e da lì al sottogruppo degli anfiboli di sodio-(magnesio-ferro-manganese) dove occupa un posto nel "gruppo contenente la radice  hjalmarite nel nome"; essendo un anfibolo, appartiene agli inosilicati e pertanto alla famiglia minerale dei "silicati", e possiede composizione chimica Na(NaMn)Mg5Si8O22(OH)2.

## Etimologia e storia
La hjalmarite è stata chiamata in questo modo in onore di Stens Anders Hjalmar Sjögren (1856 - 1922), geologo e mineralogista presso l'Università di Uppsala (in Svezia). Hjalmar Sjögren descrisse molti nuovi minerali come adelite, retzian-(Ce), svabite, synadelphite e tilasite. In particolare, al geologo è dedicata anche la sjögrenite.

## Classificazione
Essendo stata approvata dall'Associazione Mineralogica Internazionale (IMA) nel 2017, la hjalmarite non è elencata nella classica nona edizione della sistematica dei minerali di Strunz, aggiornata fino al 2009.
Il minerale è però presente nell'edizione successiva, proseguita dal database "mindat.org", nella quale la hjalmarite è elencata nella classe "9. Silicati (germanati)" e da lì nella sottoclasse "9.D Inosilicati"; questa viene suddivisa più finemente in base alla struttura cristallina del minerale, in modo tale che la hjalmarite possa essere trovata nella sezione "9.DE Inosilicati con catene doppie di periodo 2, Si4O11; clinoanfiboli" dove forma il sistema nº 9.DE.20.

## Abito cristallino
La hjalmarite cristallizza nel sistema monoclino nel gruppo spaziale C2/m (gruppo nº 12) con i parametri reticolari a = 9,9113(3) Å, b = 18,1361(4) Å, c = 5,2831(5) Å e β = 103,658(5)°, oltre ad avere 4 unità di formula per cella unitaria.

## Origine e giacitura
La hjalmarite è stata trovata in skarn ricchi di manganese in paragenesi con quarzo e rodonite.
Il minerale è molto raro ed è stato trovato solo nella sua località tipo, la miniera di Långban (59.85538°N 14.2648°E) presso Filipstad (in Svezia); nella miniera di "Taguchi" presso Shitara (prefettura di Aichi, Giappone); a Obernberg am Brenner (nel Tirolo, Austria).

## Forma in cui si presenta in natura
La hjalmarite si presenta in corti cristalli prismatici di dimensioni comprese tra 0,2 e 5 mm, e allungati nella direzione [001]. Il minerale ha lucentezza vitrea e colore grigio bianco.